# 浙東行政公署
浙东行署是历史上中华民国国民党和共产党政权在浙江东部及毗邻区域设置的行政机构，其管辖的最大范围是包含今天的浙江东部宁波、舟山、绍兴、台州、金华以及上海等地，多数时间里涵盖今天的宁波、舟山、绍兴三市范围，因此狭义上的浙东也指今天的宁波、舟山、绍兴三市。

## 历史

### 浙东行署（1943-1945）
民国时期在原浙东地区设置浙东行署、浙南行署、浙西行署，其中浙东行署下辖天台、绍兴、萧山、诸暨、余姚、上虞、嵊县、新昌、东阳、义乌、磐安、鄞县、镇海、象山、定海、宁海、奉化、慈溪共十八县，约是今天的宁波、绍兴、舟山以及台州、杭州、金华的部分地区。1943年10月1日浙东行署在天台街头镇成立。代行省政府的职权。1945年12月浙东行署被裁撤。
- 行署主任鲁忠修、杜伟
- 秘书处
- 政务处（掌理自治、地政、户籍、卫生、教育、财政、交通、农村、水利、工商合作、社会及其它行政事项）
- 警保处（掌理绥靖、防空、警察、保安、军法、情报及其它保安事项）
- 军法室
- 情报室
- 会计室
- 视察室

### 浙东行政公署（1945）
1945年1月21日至31日，新四军浙东敌后抗日根据地在余姚县梁弄镇正蒙小学的召开了浙东敌后各界临时代表大会，浙东敌后临时行政委员会改组成立浙东行政公署，选举产生了浙东行政公署委员会，连柏生、吴山民、何克希、张文碧、郭静唐、王耀中、罗白桦、朱人俊、黄源当选为委员。浙东行政公署的组成：
- 主任连柏生
- 副主任：党外人士吴山民、后补王耀中
- 秘书处长朱人俊
- 民政处长郭静唐
- 财经处长陆慕云
- 文教处长黄源
- 警保處長范繼陶

行署设4个行政区、14个县、44个区、372个乡、3780个保，人口近130万，面积达11506平方公里：
- 四明分区行政专员公署，专员罗白桦
- 淞沪地区行政专员公署，专员顾复生
- 三北分区特派员办公处，特派员王耀中
- 会稽地区特派员办公处，特派员杨思一

### 浙东行署（1949）
1949年5月杭州解放前夕，浙江省政府主席周喦命俞济民组织浙江省政府浙东行署。俞济民在宁波江东木行路徐宅设筹备处。主任俞济民，副主任傅伯龙（原杭州市警察局长），军务处长朱叔夜，总务处长张锡武，政务处长沈溥，视察室主任张孟豪。5月23日，人民解放军与四明山游击队进逼宁波。国民党浙东行署所有人员于当天下午逃离市区至莫枝堰。26日晨，浙东行署从韩岭撤离至咸祥。7月初撤到朱家尖岛。8月中旬撤到普陀山。1949年11月，赖云章、朱叔夜任行署正、副主任。1949年12月底，浙江省政府通令撤销浙东行署。